# Неравенство Крафта — Макмиллана
В теории кодирования, неравенство Крафта — Макмиллана даёт необходимое и достаточное условие существования разделимых и префиксных кодов, обладающих заданным набором длин кодовых слов.

## Предварительные определения
Пусть заданы два произвольных конечных множества, которые называются, соответственно, кодируемым алфавитом и кодирующим алфавитом. Их элементы называются символами, а строки (последовательности конечной длины) символов — словами. Длина слова — это число символов, из которого оно состоит.
В качестве кодирующего алфавита часто рассматривается множество {\displaystyle \{0,1\}} — так называемый двоичный или бинарный алфавит.
Схемой алфавитного кодирования (или просто (алфавитным) кодом) называется любое отображение символов кодируемого алфавита в слова кодирующего алфавита, которые называют кодовыми словами. Пользуясь схемой кодирования, каждому слову кодируемого алфавита можно сопоставить его код — конкатенацию кодовых слов, соответствующих каждому символу этого слова.
Код называется разделимым (или однозначно декодируемым), если никаким двум словам кодируемого алфавита не может быть сопоставлен один и тот же код.
Префиксным кодом называется алфавитный код, в котором ни одно из кодовых слов не является префиксом никакого другого кодового слова.
Любой префиксный код является разделимым.

## Формулировка
Теорема Макмиллана (1956).
Пусть заданы кодируемый и кодирующий алфавиты, состоящие из {\displaystyle n} и {\displaystyle d} символов, соответственно, и заданы желаемые длины кодовых слов: {\displaystyle \ell _{1},\ell _{2},\ldots ,\ell _{n}}. Тогда необходимым и достаточным условием существования разделимого и префиксного кодов, обладающих заданным набором длин кодовых слов, является выполнение неравенства:
{\displaystyle \sum _{i=1}^{n}d^{\,-\ell _{i}}\leqslant 1.}

Это неравенство и известно под названием неравенства Крафта — Макмиллана. Впервые оно было выведено Леоном Крафтом в своей магистерской дипломной работе в 1949 году, однако он рассматривал только префиксные коды, поэтому при обсуждении префиксных кодов это неравенство часто называют просто неравенством Крафта. В 1956 году Броквэй Макмиллан доказал необходимость и достаточность этого неравенства для более общего класса кодов — разделимых кодов.

## Пример

### Двоичные деревья

Пример двоичного дерева. Его листья -- вершины с номерами 9, 14, 19, 67 и 76, находятся на глубинах 3, 3, 3, 3 и 2, соответственно.

Любое укоренённое двоичное дерево можно рассматривать как графическое описание префиксного кода над двоичным алфавитом: символы кодируемого алфавита соответствуют листьям дерева, а путь в дереве от корня до листа задаёт его код (путь состоит из последовательности движений «влево» и «вправо», которые соответствуют символам 0 и 1).
Для таких деревьев неравенство Крафта — Макмиллана утверждает, что:
{\displaystyle \sum _{x\in {\mathcal {L}}}2^{-\mathrm {depth} (x)}\leqslant 1,}
где {\displaystyle {\mathcal {L}}} — множество листьев дерева, а {\displaystyle \mathrm {depth} (x)} — глубина листа {\displaystyle x}, число рёбер на пути от корня до {\displaystyle x}.
Для дерева на рисунке справа имеем:
{\displaystyle {\frac {1}{4}}+4\left({\frac {1}{8}}\right)={\frac {3}{4}}\leqslant 1.}